# Bahiaxenos relictus
Bahiaxenos relictus es el único miembro de la familia Bahiaxenidae, una especie de insecto endopterigoto. Fue descubierto y descripto en el 2009 a partir de dunas relictuales asociadas al Río San Francisco en Bahía, Brasil. Se le considera el miembro viviente más basal del orden Strepsiptera, por lo que es el taxón hermano de las otras especies actuales. Se lo conoce a partir de un solo espécimen macho, y se desconoce su biología.